# Sụt áp
Sụt áp hay điện áp rơi là điện áp phát sinh trong đoạn mạch do dòng điện chạy qua một phần tử mạch điện, với định lượng là chênh lệch điện áp ở hai đầu phần tử mạch đó . 
Về mặt khái niệm nó trái ngược với điện áp nguồn là điện áp do nguồn điện cấp ra, xác định định lượng là chênh lệch điện áp ở hai cực của nguồn điện khi không có dòng điện, tức là điện áp không tải.